# Пуэрто-Наталес
Пуэрто-Наталес (исп. Puerto Natales) — город в Чили.
Город Пуэрто-Наталес расположен в южной части Чили, на территории области Магальянес-и-ла-Антарктика-Чилена и является административным центром провинции Ультима-Эсперанса.

## История
В Доколумбову эпоху район современного Пуэрто-Наталеса населяли индейские племена алакалуфов, кавескаров и теуэльче, занимавшиеся охотой, рыболовством и собирательством.
Первым европейцем, исследовавшим эту местность, стал в 1557 году испанский путешественник Хуан Фернандес Ладрильеро, искавший Магелланов пролив. Суровые, холодные берега, населённые чрезвычайно воинственными туземцами, не привлекли внимание испанцев как цель для колонизации, и на протяжении следующих почти трёх столетий никаких упоминаний о посещении этих мест белыми не встречается в исторических хрониках.
В 1830 году район посетила британская гидрографическая экспедиция под командованием Филипа Паркера Кинга на тогда ещё не знаменитом бриг-шлюпе Бигль.
Начиная с 1870-х годов интерес к региону возрастает, что объяснялось как соперничеством Чили и Аргентины за Патагонию, так и постепенно зарождающимся Патагонским овечьим бумом, привлёкшим в регион множество новых иммигрантов, преимущественно из Западной Европы и с Балкан. Основным занятием местных жителей было овцеводство.
Известная английская писательница и путешественница Флоренс Дикси (анг. Florence Dixie) побывала здесь в 1879 году, выпустив на следующий год книгу «Через Патагонию» (анг. Across Patagonia), в которой описала быт и нравы местных жителей.

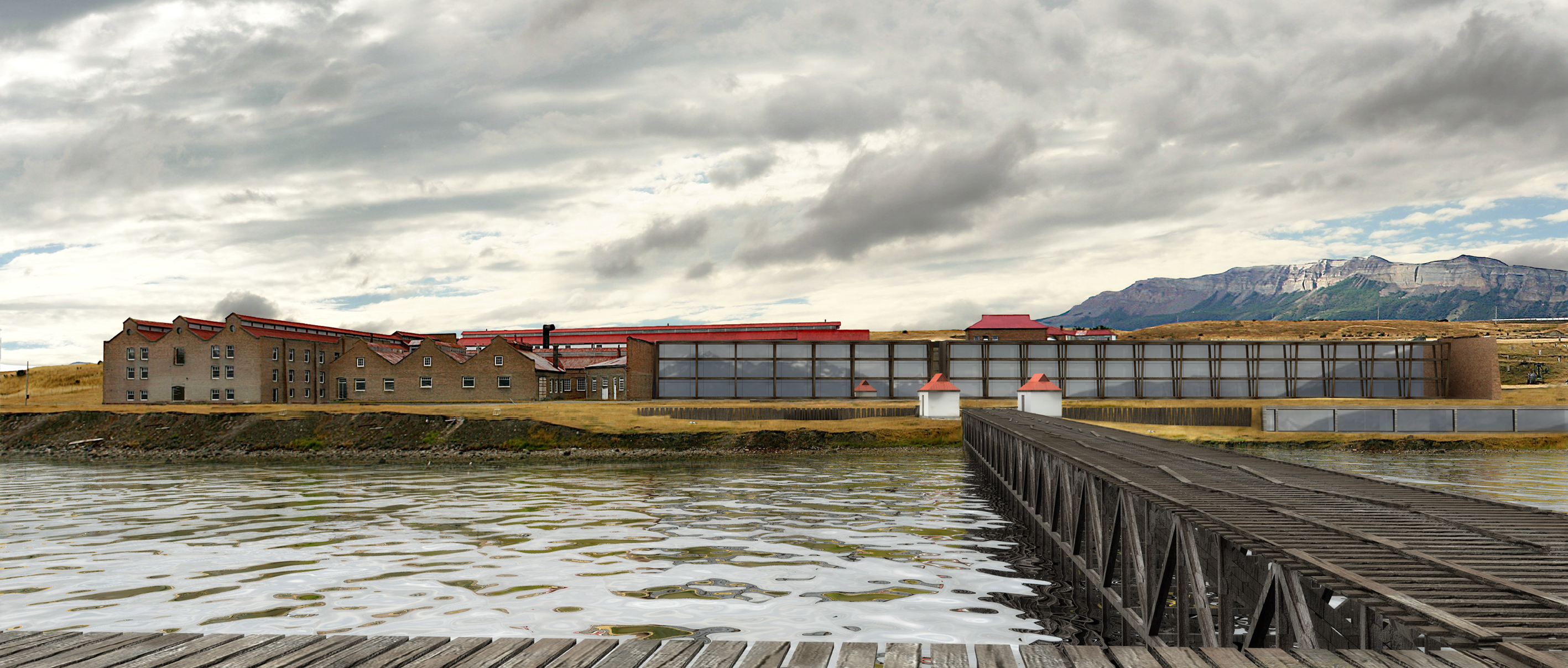
Гостиница The Singular Patagonia

Овцеводческий бум и рост численности населения требовали строительства порта для вывоза продукции, и в мае 1911 года правительство Чили приняло решение об основании Пуэрто-Наталеса.
Вскоре после основания города в его окрестностях были сооружены два больших мясоперерабатывающих завода, входивших на 1915 год в десятку крупнейших в мире. Один из них, Puerto Bories, сохранился до наших дней, хотя и не используется по назначению с 1970 года. В 2010 году он был перестроен в гостиницу The Singular Patagonia.
Падение цен на шерсть и мясо в середине XX века нанесло сильный удар по городской экономике. Многие фермы и предприятия закрылись, численность горожан сократилась вдвое. Многие из оставшихся нашли работу на близлежащих угольных копях Рио-Турбио в соседней Аргентине. Новый подъём Пуэрто-Наталеса произошёл только в 1990-х и связан с туристическим бумом в Патагонии.

## География и климат
Пуэрто-Наталес расположен на западном склоне Патагонских Анд, на берегу очень узкого и длинного фьорда Ультима-Эсперанса (в переводе с испанского «последняя надежда»). Пуэрто-Наталес входит в одну из восемнадцати пар городов-антиподов в мире, его антиподом является столица Республики Бурятия — город Улан-Удэ.
Климат в городе прохладный морской, но, при этом, довольно сухой благодаря эффекту дождевой тени от близлежащих гор — в год Пуэрто-Наталес получает менее 300 миллиметров осадков, хотя в радиусе 20 километров от него есть места, где в год выпадает 1 500 — 2 000 миллиметров осадков. Часты сильные ветры.
| Показатель                    | Янв. | Фев. | Март | Апр. | Май  | Июнь | Июль | Авг. | Сен. | Окт. | Нояб. | Дек. | Год  |
| ----------------------------- | ---- | ---- | ---- | ---- | ---- | ---- | ---- | ---- | ---- | ---- | ----- | ---- | ---- |
| Абсолютный максимум, °C       | 28,0 | 28,0 | 27,0 | 24,0 | 19,0 | 18,0 | 20,0 | 20,0 | 21,0 | 21,0 | 26,0  | 28,0 | 28,0 |
| Средний суточный максимум, °C | 20,0 | 19,0 | 17,0 | 13,0 | 9,0  | 5,0  | 5,0  | 8,0  | 10,0 | 14,0 | 17,0  | 18,0 | 12,0 |
| Средняя температура, °C       | 14,0 | 13,0 | 12,0 | 8,0  | 4,0  | 1,0  | 1,0  | 4,0  | 5,0  | 7,0  | 11,0  | 13,0 | 8,0  |
| Средний суточный минимум, °C  | 8,0  | 7,0  | 6,0  | 3,0  | 0,0  | −3   | −3   | −1   | 0,0  | 3,0  | 5,0   | 7,0  | 3,0  |
| Абсолютный минимум, °C        | 0,0  | −2   | −4   | −13  | −12  | −13  | −14  | −13  | −10  | −3   | −5    | −7   | −14  |
| Норма осадков, мм             | 8    | 12   | 21   | 39   | 37   | 33   | 32   | 24   | 17   | 20   | 25    | 22   | 290  |
| Источник: My Weather 2        |      |      |      |      |      |      |      |      |      |      |       |      |      |

## Население

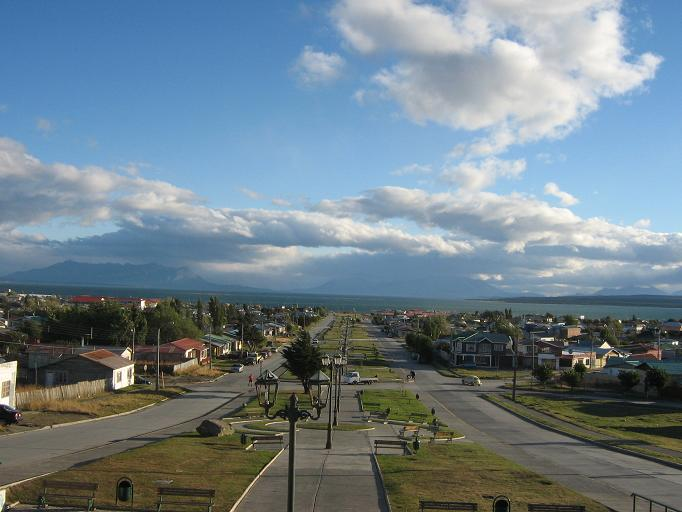
Центр города

Пуэрто-Наталес — столица провинции Ультима-Эсперанса, одной из четырёх провинций, которые составляют Магальянес-и-ла-Антарктика-Чилена, самую южную область Чили. Несмотря на суровый климат, население города устойчиво растёт с начала 1990-х:
- 1992 — 15 102 человека;
- 2002 — 16 978 человек;
- 2012 — 18 505 человек.

Подавляющее большинство горожан относятся к белым и являются потомками (в порядке убывания) немецких, английских и хорватских переселенцев.

## Экономика и транспорт
Основой городской экономики в последние два десятилетия является туризм. Пуэрто-Наталес является удобным исходным пунктом при организации путешествий в национальные парки Торрес-дель-Пайне и Бернардо О’Хиггинс, а также на Огненную Землю и в Патагонию. Также важную роль играют овцеводство и рыболовство.
Паромная линия компании Navimag связывает город с Пуэрто-Монтом. Небольшой муниципальный аэропорт (IATA: PNT, ICAO: SCNT) в туристический сезон обслуживает рейсы на Сантьяго, Пунта-Аренас и Эль-Калафате. Город связан автомобильными дорогами с Пунта-Аренасом и аргентинской провинцией Санта-Крус.